# Heteropsylla cubana
Heteropsylla cubana är en insektsart som beskrevs av Crawford 1914. Heteropsylla cubana ingår i släktet Heteropsylla och familjen rundbladloppor. Inga underarter finns listade i Catalogue of Life.